# Maison Kakuszy
La Maison Kakuszy (en hongrois : Kakuszy-ház) est un édifice situé à Szeged.